# Ernesto Colnago
Ernesto Colnago (Cambiago, Provincia de Milán, 9 de febrero de 1932) es un exciclista y emprendedor italiano, constructor de bicicletas de carreras y fundador de la famosa casa constructora homónima .

## Carrera
Nació en el seno de una familia de origen judío. Se dedicaban a la agricultura y comenzó a trabajar en el campo con su padre. A los 12 años, en 1944 es enviado como aprendiz al taller de Dante Fumagalli, donde se inició en el oficio de soldador.
En 1946 comenzó a correr en bicicleta. Durante su carrera ciclista consiguió la victoria en 13 pruebas.
En 1955 Fiorenzo Magni le invitó a correr el Giro de Italia tras una visita a su tienda. Colnago tenía ya tienda propia desde 1953 en su Cambiago natal. Con el paso de los años el pequeño taller crecería y se distribuiría en diferentes dependencias sin abandonar nunca la localidad de Cambiago.
En 1956 contrajo matrimonio con Vicenzina Ronchi. Continuó con su doble actividad compitiendo en la carretera y trabajando en el taller. En 1957 construyó la bicicleta con la que Gastone Nencini consiguió la victoria en el Giro de Italia de 1957. En aquel año también inventó el plegado de la horquilla en frío. 
Continuó con su actividad profesional convirtiéndose en mecánico de la selección nacional italiana de ciclismo, que en aquella época obtuvo éxitos de nivel mundial. En 1969 introduce las juntas en microfusión, mucho más resistentes que las existentes hasta ese momento.
En 1970 nace su famoso logotipo, el as de tréboles, reconocido hoy en todo el mundo. Varios campeones han corrido con bicicletas Colnago, como por ejemplo Eddy Merckx, Giuseppe Saronni o Paolo Bettini, y más recientemente Tadej Pogačar, que le han reportado al constructor numerosos éxitos en las pruebas más prestigiosas del calendario internacional.
Colnago ha introducido numerosas innovaciones tecnológicas en la construcción de bicicletas, que en parte han venido gracias a importantes colaboraciones como la que le relaciona durante décadas con Ferrari.
En la actualidad continúa dirigiendo la empresa que lleva su nombre, que en 2016 ha festejado 60 años de actividad, permaneciendo como referente en la fabricación de material ciclista de calidad.

## Honores
- Ciudadano de honor de la ciudad de Desenzano del Garda desde el 24 de septiembre de 2014[1]